# اندیس شمال کوه روی
شمال کوه روی یک اندیس فلزی است که در حوالی شهر مشکان استان خراسان قرار دارد و مادهٔ معدنی موجود در آن، مس است.سنگ میزبان این اندیس ولکانیک است  در این اندیس، پاراژنز‌های کلسیت یافت می‌شوند.